# Енід Ґордон Ґреєм
Енід Ґордон Ґреєм (до шлюбу Фінлі, 1894–1974) канадська масажистка. Співзасновниця факультету фізіотерапії в Університеті Торонто, працювала у Військовій школі ортопедичної хірургії та фізіотерапії протягом 1910-х. До початку програми Ґреєм працювала в загоні добровольців під час Першої світової війни. Вона також створила курси для Педагогічного факультету університету Макґілла. Одна з засновниць Канадської асоціації масажу та лікувальної гімнастики в 1920 році. Після того, як організація була перейменована в Канадську асоціацію фізіотерапії (CPA), Ґреєм стала почесною президенткою CPA в 1961 році. У 2014 році CPA була посмертно визнана особою національного історичного значення.

## Життєпис
Народилася в 1894 році в Монреалі, Квебек. Здобула освіту в США та Європі.

## Кар'єра
Ґреєм розпочала свою кар'єру під час Першої світової війни, коли працювала разом із загоном добровільної допомоги фізіотерапевтокою для поранених солдатів у Монреалі. Під час війни вона створила два курси на педагогічному факультеті Університету Макґілла, і її запросили працювати в Торонто як професорку у 1917 році. Перебуваючи в Торонто, вона працювала у Військовій школі ортопедичної хірургії та фізіотерапії та разом зі своїм другим чоловіком створила дипломну програму з фізіотерапії в Університеті Торонто.
Крім освіти, Енід Ґордон Ґреєм стала співзасновницею Канадської асоціації масажу та лікувальної гімнастики в 1920 році, яка пізніше була перейменована на Канадську асоціацію фізіотерапії. Під час Другої світової війни вона створила військовий комітет CPA і була названа почесною президенткою у 1961 році.

## Особисте життя і смерть
Енід Фінлі була одружена і мала двох дітей, але її перший чоловік помер у 1922 році. У 1929 році вона одружилася вдруге і народила дитину. Померла в 1974 році.

## Нагороди та відзнаки
У 1979 році Канадська асоціація фізіотерапії посмертно відзначила Ґреєм створенням меморіальної лекції Енід Ґреєм. У 2014 році Ґреєм була визнана особою національного історичного значення Канади. Меморіал, присвячений їй, був відкритий в Гарт-Гаузі університету Торонто в 2017 році .